# Lista över Kameruns premiärministrar

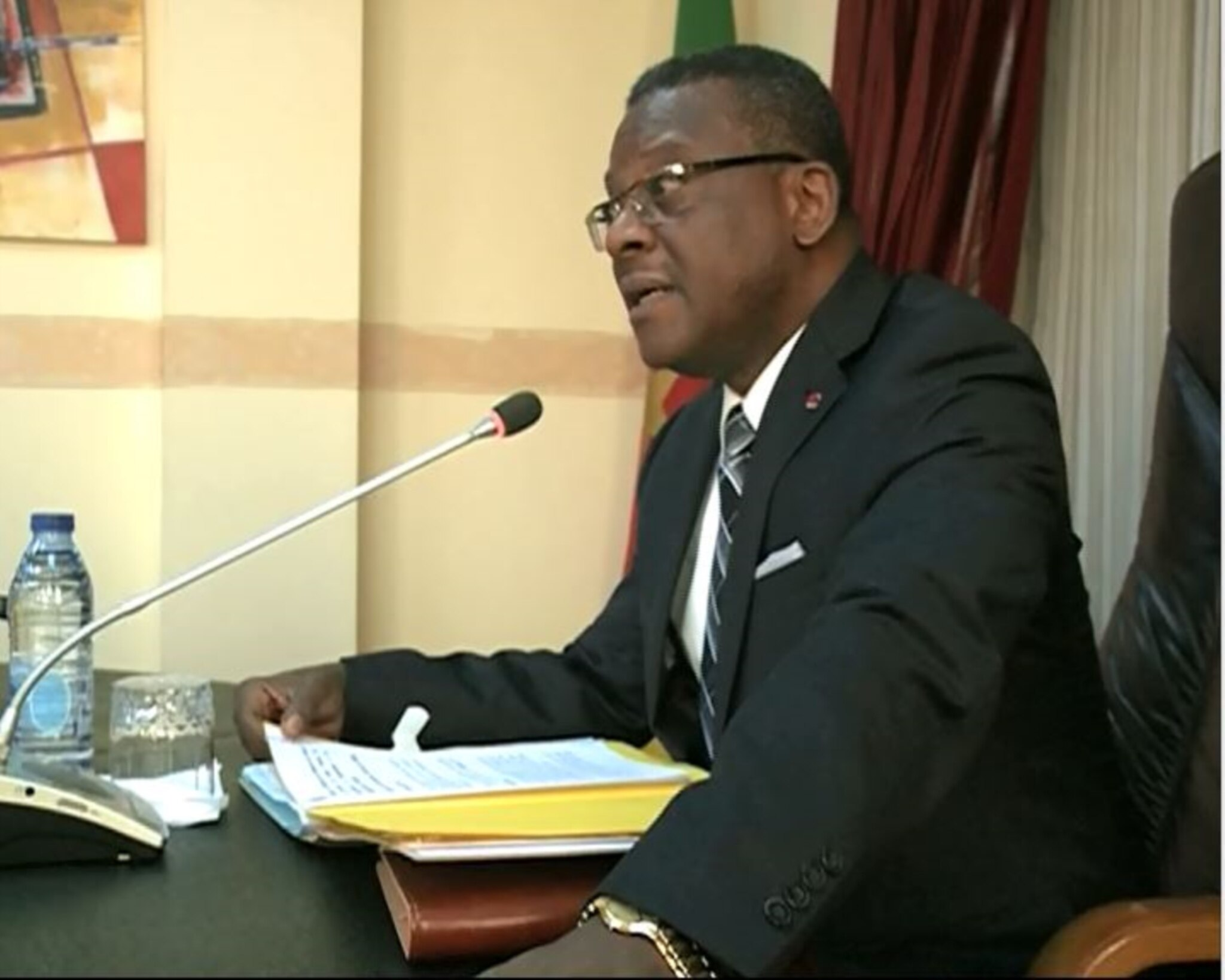
Joseph Ngute är premiärminister i Kamerun sedan 4 januari 2019.

Detta är en lista över Brittiska Kameruns regeringschefer.
| Namn             | Ämbetsperiod                     |
| ---------------- | -------------------------------- |
| Emmanuel Endeley | 1 oktober 1954 – 1 februari 1959 |
| John Ngu Foncha  | 1 februari 1959 – 1 oktober 1961 |

Detta är en lista över Franska Kameruns regeringschefer.
| Namn              | Ämbetsperiod                      |
| ----------------- | --------------------------------- |
| André-Marie Mbida | 16 maj 1957 – 18 februari 1958    |
| Ahmadou Ahidjo    | 18 februari 1958 – 1 januari 1960 |

Detta är en lista över Republiken Kameruns regeringschefer.
| Namn           | Ämbetsperiod                 |
| -------------- | ---------------------------- |
| Ahmadou Ahidjo | 1 januari – 5 maj 1960       |
| Charles Assalé | 15 maj 1960 – 1 oktober 1961 |

Detta är en lista över Östra Kameruns regeringschefer.
| Namn                   | Ämbetsperiod                   |
| ---------------------- | ------------------------------ |
| Charles Assalé         | 1 oktober 1961 – 19 juni 1965  |
| Vincent de Paul Ahanda | 19 juni – 20 november 1965     |
| Simon Pierre Tchoungui | 20 november 1965 – 2 juni 1972 |

Detta är en lista över Västra Kameruns regeringschefer.
| Namn                 | Ämbetsperiod                  |
| -------------------- | ----------------------------- |
| John Ngu Foncha      | 1 oktober 1961 – 13 maj 1965  |
| Augustine Ngom Jua   | 13 maj 1965 – 11 januari 1968 |
| Salomon Tandeng Muna | 11 januari 1968 – 2 juni 1972 |

Detta är en lista över Kameruns regeringschefer.
| Namn                 | Ämbetsperiod                        |
| -------------------- | ----------------------------------- |
| Paul Biya            | 30 juni 1975 – 6 november 1982      |
| Bello Bouba Maigari  | 6 november 1982 – 22 augusti 1983   |
| Luc Ayang            | 2 augusti 1983 – 25 januari 1984    |
| Sadou Hayatou        | 26 april 1992 – 19 september 1996   |
| Peter Mafany Musonge | 19 september 1996 – 8 december 2004 |
| Ephraïm Inoni        | 8 december 2004 – 30 juni 2009      |
| Philémon Yang        | 30 juni 2009 – 4 januari 2019       |
| Joseph Ngute         | 4 januari 2019 –                    |